# Finesse (Toshiko Akiyoshi)
| Recensione | Giudizio |
| ---------- | -------- |
| AllMusic   |          |

Finesse è un album discografico della pianista jazz giapponese Toshiko Akiyoshi, pubblicato dall'etichetta discografica Concord Jazz Records nel 1978.

## Tracce

### LP
Lato A
1. Count Your Blessings – 4:58 (Ferde Grofé, Irving Caesar)
2. American Ballad – 5:45 (Toshiko Akiyoshi)
3. Love Letters – 5:06 (Victor Young, Edward Heyman)
4. Wouldn't It Loverly – 5:31 (Frederick Loewe, Alan Jay Lerner)

Lato B
1. Mr. Jelly Lord – 6:00 (Jelly Roll Morton)
2. Warning!! Success May Be Hazardous to Your Health – 3:16 (Toshiko Akiyoshi)
3. You Go to My Head – 5:47 (J. Fred Coots)
4. Solvejg's Song (from Peer Gynth Suite) – 6:50 (Edvard Grieg)

## Musicisti
- Toshiko Akiyoshi - pianoforte
- Monty Budwig - contrabbasso
- Jake Hanna - batteria

Note aggiuntive
- Carl E. Jefferson (presidente della Concord Jazz, Inc.) - produttore
- Registrazioni effettuate al Coast Recorders di San Francisco, California
- Phil Edwards - ingegnere delle registrazioni e del remixaggio
- Mastering effettuato al The Mastering Room di San Francisco, California
- K. Abe - fotografia copertina frontale album originale
- D.H. Studio - art direction copertina album originale
- Leonard Feather - note retrocopertina album originale[1]